# Култура инкрустоване керамике
Култура инкрустоване керамике (енгл. Transdanubian Encrusted Pottery culture) је култура средњег бронзаног доба која захвата област Трансданубије, чији се процват датује у 1600-1450. годину п. н. е. Названа по керамици специфичних облика и технике украшавања. Уочавају се група северно од Блатног језера и група између Блатног језера и Драве. Новије се откривају утицаји ове културе и јужније, ка Бугарској.
Насеља су подизана на узвишењима близу воде и била су краткотрајна. На неколико места откривене су укопане правоугаоне колибе. Становници су се бавили сточарством и ловом.

## Сахрањивање
Припадници ове културе спаљивали су своје мртве, а остатке су полагали у урне. У групи северно од Блатног језера јављају се и гробови у виду сандука од камених плоча и лепа, са посудама као прилозима какве су налажене и у насељима.
Прилози:
- лонци,
- зделе заобљеног трбуха и левкастог врата са дршкама које спајају раме и обод.

Керамика је украшена инкрустованим широким тракама и концентричним круговима.
Предмети од бронзе налажени су у гробовима и оставама, у којима су откривени привесци и дугмад.